# Śniadanie na wolnym powietrzu
Śniadanie na wolnym powietrzu (szw. Frukost i det gröna lub Między białymi pniami – Mellan de vita stammarna) – obraz olejny szwedzkiego malarza Carla Larssona, namalowany w latach 1910–1913, znajdujący się w zbiorach Norrköpings konstmuseum w Norrköping.

## Okoliczności
Carl Larsson w młodości studiował w Konstakademien pracując jednocześnie jako ilustrator. W 1882 roku odwiedził po raz pierwszy skandynawską kolonię artystyczną w Grez-sur-Loing. Poznał tu też swoją przyszłą żonę Karin Bergöö. Wizyta ta wywarła wpływ na jego sztukę. Zaczął coraz częściej malować akwarele, wypracował nowy styl, na który wpływ wywarło francuskie malarstwo plenerowe oraz japońskie drzeworyty.

## Opis
W ramach przygotowań Carl Larsson wykonał wiele szkiców przygotowawczych, na których zawarł poszczególne elementy obrazu. Szkice te znajdują się w zbiorach prywatnych. Jako studium do obrazu namalował również obraz olejny Lisbeth przy pniu brzozy (Lisbeth vid björkstammen), przedstawiającą samą córkę opartą o pień jednej z brzóz.
Obraz został namalowany latem 1910 roku na wyspie Bullerholmen na rzece Sundbornsån, naprzeciwko domu Larssonów w Sundborn. Artysta przedstawił swoją rodzinę, zgromadzoną z okazji letniego pikniku na wyspie. Na pierwszym planie stoi, oparta o brzozę i ubrana w białą suknię 19-letnia córka Larssonów, Lisbeth. Dziesięcioletni syn, Esbjörn, ubrany w niebieską koszulę, siedzi na zielonej murawie słuchając gry lapońskiego skrzypka i niewidomej mandolinistki, Brity, której matka zbliża się do stołu. Przy stole siedzi syn Larssonów, Pontus, a stojąca za nim jego siostra, Kersti sypie mu kwiaty na głowę. Inne siostry, Brita i Susanne, nakrywają do stołu. Obok przykucnęła służąca, Martina, wyjmując z kosza jedzenie. W tle, pomiędzy pniami brzóz widać wyspę Svanholmen i oboje Larssonów wchodzących na mostek by dołączyć do biesiadników. Kiedy obraz (pod nazwą La festa campestre) został pokazany w 1911 roku w Rzymie, nie było na nim czerwonych krzeseł i psa. Obraz został wystawiony na sprzedaż za 25 tysięcy koron. W 1913 roku artysta naniósł na płótno zmiany dodając czerwone krzesła i psa i ostatecznie datując obraz 1910–1913.
Ten sam temat artysta powtórzył w akwareli, znajdującej się również w zbiorach Norrköpings konstmuseum.

## Dzieje obrazu
Obraz został pokazany w 1911 roku w Rzymie, a w następnym w Helsinkach. Później wisiał w pracowni artysty w Sundborn. W 1946 roku został zakupiony przez Norrköpings konstmuseum.